# Petr Štěpán (zpěvák)
Petr Štěpán (* 1962) je český skladatel, básník, spisovatel a frontman jihlavské gothic rockové formace XIII. století.
Kromě psaní textů a hudby napsal také knihy Kniha Nosferatu, Zpovědnice, Nový věk temnoty a Hrdinové Nové Fronty – Příběh punkové legendy (o kapele Hrdinové Nové Fronty). Mimo psaní se zajímá o výtvarné umění, divadlo a kinematografii. Složil scénickou hudbu pro Horácké divadlo ke třem inscenacím her Williama Shakespeara – Jindřich V., Kupec benátský, Komedie omylů. Žil s herečkou Lenkou Schreiberovou.